# Otto Ferdinand von Traun

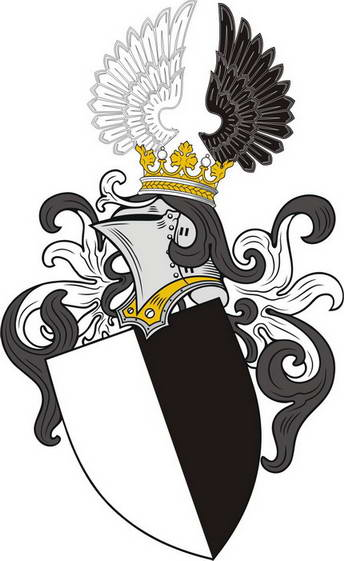
Stemma degli Abensberg und Traun

Otto Ferdinand Graf von Abensberg und Traun (Ödenburg, 27 agosto 1677 – Hermannstadt, 18 febbraio 1748) è stato un militare austriaco, giunto al rango di feldmaresciallo.

## Biografia
Appartenente al casato degli Abensberg und Traun, frequentò l'Università di Halle per poi arruolarsi volontario nelle truppe brandeburghesi dirette nei Paesi Bassi. Dopo l'assedio di Namur (1695) passò al servizio della Monarchia asburgica e partecipò alle battaglie della guerra di successione spagnola in Italia e sul Reno. Aiutante di campo del feldmaresciallo conte Guido von Starhemberg in Spagna (1709), divenne colonnello nello stesso anno. Quando le truppe imperiali lasciarono la Spagna (1713) condusse il suo reggimento in Lombardia, quindi scese con esso a Napoli (1718) e di qui, unitosi poi al corpo di spedizione del feldmaresciallo Claudio Florimondo di Mercy, giunse in Sicilia (1719). Per i brillanti risultati conseguiti fu nominato maggior generale (1723) e quindi luogotenente feldmaresciallo (1733).
Durante la guerra di successione polacca, nel 1734 fu tra gli ufficiali inviati nel Regno di Napoli per contrastare l'invasione spagnola. In seguito all'evacuazione di Capua, da lui strenuamente difesa nel corso di un assedio durato sei mesi, fu richiamato a Vienna e inviato in Ungheria come comandante della campagna militare per reprimere i disordini ivi scoppiati. Fu quindi inviato dall'imperatore Carlo VI in Lombardia come governatore del Ducato di Milano (1736-1743). Poco dopo la morte dell'imperatore Carlo VI, sua figlia Maria Teresa lo nominò feldmaresciallo.

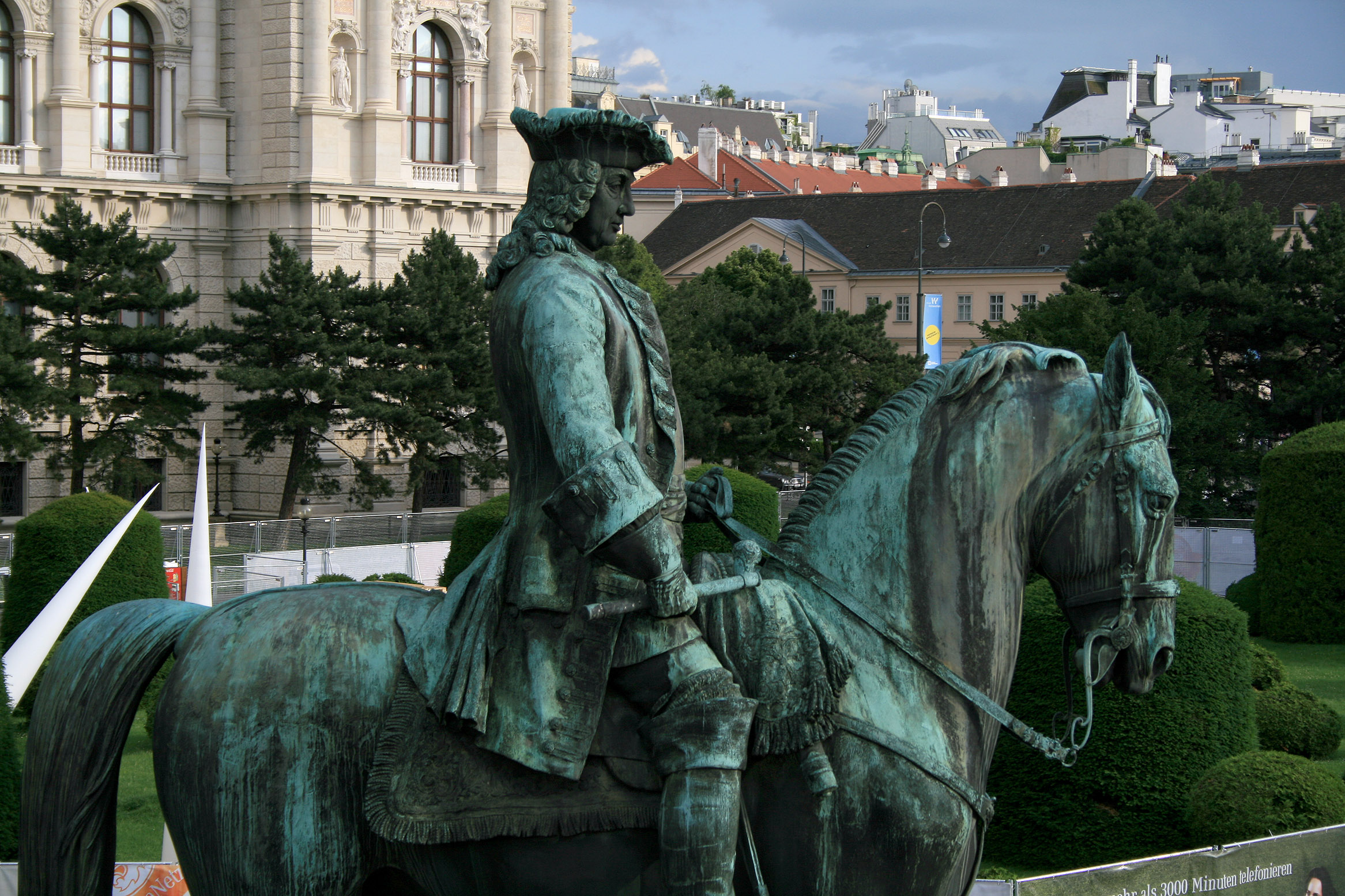
Statua di Otto von Traun nel monumento a Maria Teresa presso il Kunsthistorisches Museum di Vienna

Con l'estendersi della guerra di successione austriaca alla Lombardia, al comando del proprio esercito e di un contingente di truppe piemontesi, riuscì a battere presso Camposanto gli spagnoli (8 febbraio 1743), guidati dal francese Jean Thierry du Mont, conte di Gages, nonostante la loro superiorità numerica. Fu inviato in seguito nuovamente sul Reno. Lo smacco di Federico II di Prussia in Boemia rese necessario un rapido attacco. Otto von Traun si portò con marce forzate attraverso Alsazia e l'Alto Palatinato sul luogo della minaccia e manovrando con grande abilità riuscì a spingere i prussiani fuori dalla Boemia. La campagna si chiuse senza battaglie ma ebbe come conseguenza una grossa sconfitta per la Prussia. Federico II riconobbe pienamente la maestria di Otto von Traun e lo indicò successivamente come uno dei suoi maestri nell'arte della guerra. Nel 1745 riuscì a respingere i francesi rendendo così possibile l'incoronazione in Francoforte del consorte di Maria Teresa, Francesco Stefano III di Lorena, il quale divenne imperatore del Sacro Romano Impero col nome di Francesco I. Alla sua morte, nel 1748, ricopriva la carica di governatore della Transilvania.